# Distretto di Yambrasbamba
Il distretto di Yambrasbamba è un distretto del Perù nella provincia di Bongará (regione di Amazonas) con 6.043 abitanti al censimento 2007 dei quali 2.234 urbani e 3.809 rurali.
È stato istituito il 26 dicembre 1870.